# Otto Lummitzsch
Otto Lummitzsch (* 10 de febrero de 1886 en Plagwitz (Leipzig), † 9 de diciembre de 1962 en Bonn) fue el fundador de la asociación alemana así como del concepto de Asistencia técnica (en alemán: Technisches Hilfswerk o simplemente abreviado THW).